# Kaboni Savage
Kaboni Savage (* 1. Januar 1975 in Philadelphia) ist ein US-amerikanischer Mörder und ehemaliger Anführer einer Drogenbande. Er wurde 2013 ursprünglich zum Tode verurteilt, weil er 2004 den Brandbombenanschlag auf das Haus des Kronzeugen Eugene Coleman in einem Strafverfahren gegen ihn befohlen hatte. Bei dem Anschlag kamen außer Coleman selbst auch dessen Mutter, seine Cousine, Colemans einjähriger Sohn und drei Verwandte im Alter von 10 bis 15 Jahren ums Leben. Savage wurden darüber hinaus sechs weitere Morde zur Last gelegt. 
Im Dezember 2024 wurde seine Verurteilung durch den scheidenden US-Präsident Joe Biden in eine lebenslange Haftstrafe ohne Möglichkeit einer vorzeitigen Entlassung umgewandelt.

## Hintergrund
Savage verbrachte seine Kindheit im Norden von Philadelphia. Während seiner Schulzeit zeigte er Interesse für Boxen und hat einen Boxkampf gewonnen. Noch in seiner Jugend begann er mit dem Vertrieb von Betäubungsmitteln in der Nähe seines Wohnortes am Hunting Park. Schnell stieg er als Drogenhändler auf und wurde zu einer festen Größe in der Drogenszene. Er war Anführer seines eigenen Drogenrings und dadurch unter anderem für den Vertrieb von großen Mengen Kokain im Norden Philadelphia verantwortlich. Später wurde von den Behörden angenommen, dass Savage von 1998 bis 2004 mehr als hundert Kilogramm Kokain im Norden Philadelphias vertrieben hat.
Savage soll zunächst einen Fremden namens Kenneth Lassiter umgebracht haben, nachdem beim Parken dessen Auto mit dem von Savage zusammengestoßen war. Savage wurde vom Mord an Lassiter freigesprochen, nachdem der Hauptzeuge in dem Fall, Tybius Flowers, ebenfalls ermordet wurde. Savage wird verdächtigt, den Mord an Flowers angeordnet zu haben.
Weiterhin soll er neben diversen Einschüchterungsversuchen zahlreiche Morde in Auftrag gegeben haben. Dies sei über den Auftragsmörder Lamont Lewis geschehen, der zahlreiche Konkurrenten in der Drogenszene ausgeschaltet haben soll. Mehr als fünf Menschen sind dabei ums Leben gekommen, darunter Carlton Brown, einer der Hauptkonkurrenten im Gebiet von Savage.
Weniger als eine Woche nach seinem Freispruch im Lassiter-Fall wurde Savage verhaftet und beschuldigt, ein Drogenhandelsnetzwerk geleitet zu haben, wofür er eine 30-jährige Haftstrafe erhielt. Savage wurde wegen mehrerer Anklagepunkte verurteilt, darunter Geldwäsche, Einschüchterung von Zeugen und Drogendelikte.

## Brandanschlag
Am 8. Oktober 2004 wurde Eugene „Twin“ Coleman, der zuvor eng mit Savage zusammengearbeitet hatte, wegen Mordes und Drogenhandels festgenommen. Er erklärte sich bereit, in einem Prozess gegen Savage auszusagen und Einblick in dessen Drogennetzwerk zu geben. Savage wurde daraufhin verurteilt. Als Rache ordnete Savage aus dem Gefängnis heraus einen Anschlag mit einer Brandbombe auf das Haus von Coleman an.
Am 9. Oktober 2004 um fünf Uhr morgens wurde der Brandanschlag vom Auftragsmörder Lamont Lewis durchgeführt. Das Feuer entwickelte sich zunächst im Wohnzimmer in der ersten Etage und breitete sich schnell in die höheren Stockwerke aus. Der Brand wurde nach 20 Minuten gelöscht. Im Haus befanden sich neben Colemans 15 Monate altem Sohn Damir auch seine Mutter Marcella und drei weitere verwandte Kinder, den 10-jährigen Khadjah, die 12-jährigen Thaj und 15-jährigen Sean, sowie die 34-jährige Tameka, welche die Cousine von Coleman war und die Mutter von Khadjah. Es gab keine Überlebenden. Der Familienhund kam ebenfalls beim Anschlag ums Leben.
Bei der Vorbereitung und Durchführung des Attentats soll die Schwester Kidada Savage direkt involviert gewesen sein. Sie half bei der Organisation, indem sie den Auftragsmörder Lamont Lewis engagierte und ihm den Plan und die Lage des Hauses erläuterte. Lewis wiederum wurde von seinen Cousin Robert Merritt unterstützt, der die Benzinkanister befüllte und sie ins Haus geworfen haben soll. Lewis sagte später aus, dass die Tat von beiden begangen wurde. Die Ermittler zweifelten aber an seiner Darstellung und gehen davon aus, dass Merritt alleine die Benzinkanister ins Haus geworfen hatte.

## Anklage und Verurteilung
Savage wurde 2012 vor Gericht gestellt. Am 13. Mai 2013 wurde Savage wegen Mordes in zwölf Fällen, wegen Verschwörung zum Mord sowie Vergeltung an einem Zeugen durch Mord beschuldigt. Der Hauptzeuge war diesmal Lamont Lewis, der gegen Kaboni und Kidada Savage sowie gegen Merritt und Steven Northington aussagte. Anfang Juni 2013 wurde Savage zu 13 Todesurteilen verurteilt, eines für die Einschüchterung von Zeugen und jeweils eines für insgesamt 12 Morde, einschließlich der Morde im Zusammenhang mit dem Brandanschlag. Die Mittäter bei dem Brandanschlag wurden zu langjährigen Haftstrafen verurteilt.
Im August 2020 bestätigte ein Bundesgericht das Todesurteil für den Hauptangeklagten Savage.
Savage ist bis heute (Stand 2025) im Hochsicherheitsgefängnis ADX Florence in Colorado inhaftiert. Ursprünglich war geplant, ihn zur Vollstreckung des Todesurteils ins United States Penitentiary nach Thomson, Illinois zu verlegen. Am 23. Dezember 2024 wurde die Verurteilung durch den aus dem Amt scheidenden US-Präsidenten Joe Biden in eine lebenslange Haftstrafe ohne Möglichkeit einer vorzeitigen Entlassung umgewandelt. Diese Umwandlung erfolgte für 37 der insgesamt 40 Todeskandidaten in US-Bundesgefängnissen.